# Creagrutus lepidus
Creagrutus lepidus és una espècie de peix de la família dels caràcids i de l'ordre dels caraciformes.

## Morfologia
- Els mascles poden assolir 4,7 cm de llargària total.
- Nombre de vèrtebres: 34-35.[4]

## Hàbitat
Viu en zones de clima tropical entre 25 °C - 39 °C de temperatura.

## Distribució geogràfica
Es troba a Sud-amèrica, a les conques dels rius Aroa i Urama (Veneçuela).